# Wema Sepetu
Wema Sepetu (sinh ngày 28 tháng 9 năm 1988) là nữ diễn viên người đẹp và nữ diễn viên người Tanzania đã thắng cuộc thi Hoa hậu Tanzania năm 2006 Hoa hậu Tanzania. Cô đại diện cho Tanzania trong Hoa hậu Thế giới 2006, được tổ chức tại Ba Lan. Sau đó cô trở thành một diễn viên.

## Cuộc sống và giáo dục sớm
Cô đến từ một gia đình ngoại giao của Abraham Abetetu. Cô là người cuối cùng sinh ra trong một gia đình có bốn người con. Cô học tiểu học, trung học và trung học tại trường quốc tế Academy ở Dar Es Salaam, Tanzania, và sau đó cô tham gia Limkokwing University of Creative Technology tại Malaysia để theo đuổi một khóa học kinh doanh quốc tế trong một năm và sau đó bỏ học để tiếp tục diễn xuất.

## Hoa hậu Tanzania 2006 và Hoa hậu Thế giới 2006
Sau khi giành danh hiệu Hoa hậu Tanzania năm 2006, Wema đã đến Warsaw, Ba Lan để cạnh tranh trong giải thưởng Hoa hậu Thế giới 2006 tuy nhiên cô đã thất bại trong việc lọt vào top 17 bán kết.

## Sản xuất nổi tiếng bất tận
Vào năm 2013, cô ra mắt công ty của mình, với tên gọi là Endless Fame Production. Công ty liên quan đến sản xuất phim và quản lý nghệ sĩ, họ đã quản lý một số nghệ sĩ Tanzania như Mirror và Ally Luna. Công ty đã sản xuất các bộ phim mang tên Supestar, Unexpected, Day After Death, Family và Heaven Sent.

## Chương trình truyền hình thực tế: Wema Sepetu trong đôi giày của tôi
Vào năm 2013, cô đã giới thiệu mùa đầu tiên của chương trình truyền hình thực tế của mình được gọi là Wema Sepetu: Trong Giày của tôi trên Truyền hình Đông Phi. Vào năm 2015, cô đã phát hành mùa thứ hai của một chương trình nhưng không kéo dài hơn. Năm 2015, nó được đề cử cho Chương trình truyền hình yêu thích tại Giải thưởng Nhân dân Chọn lựa Tanzania (Tuzo za watu 2015).